# Ipatinga FC
Ipatinga Futebol Clube is een Braziliaanse voetbalclub uit de stad Ipatinga in de staat Minas Gerais. Het is een relatief jonge club die zich in korte tijd heeft weten op te werken tot een kracht waar binnen de staat rekening mee moet worden gehouden. In 2008 speelde de club één seizoen in de nationale Campeonato Brasileiro Série A.

## Geschiedenis

### Oprichting
Doordat in de Braziliaanse stad Ipatinga een grote belangstelling bestond voor wedstrijden van Atlético Mineiro en Cruzeiro, werd besloten voor de stad een eigen profclub op te richten, zodat ook een van de grootste stadions in de staat Minas Gerais een vaste bespeler zou hebben. In de eerste maanden van 1998 lanceerde oud-profvoetballer Itair Machado het project.
In samenwerking met lokale overheden en een aantal voorzitters en bestuursleden van verschillende amateurclubs, werd besloten de amateurclub Novo Cruzeiro FC te professionaliseren. Op 21 mei werd de club officieel aangemeld bij de statelijke bond onder de naam Ipatinga Futebol Clube. De clubkleuren wit en groen werden gekozen naar de kleuren van de stad Ipatinga.
Een belangrijke reden voor de gemeente om haar medewerking te verlenen aan het opzetten van de profclub was dat het een positief imago zou opleveren voor de stad. Het materiaal waarmee de club speelde werd bovendien door lokale producenten gemaakt en in de beginjaren waren de belangrijkste sponsors ook bedrijven uit Ipatinga zelf. Aan dat laatste is een einde gekomen nadat Gatorade en FIAT een even grote sponsor werden als de gemeente en het bedrijf Usiminas.

### Prestaties op het veld
Ipatinga heeft in korte tijd een sterke opmars gemaakt in het Braziliaanse voetbal. In 2005 wist de club het staatskampioenschap van Minas Gerais binnen te halen, waarbij het grote clubs als Cruzeir en Atlético Mineiro achter zich liet. In 2006 was de club dicht bij het prolongeren van de titel, maar dankzij een doelsaldo dat één doelpunt beter was, wist Cruzeiro dit te verhinderen.
Ook in de Copa do Brasil wist Ipatinga te overtuigen. In 2006 kwam de club tot de halve-finale na grote ploegen als Botafogo, Santos en Naútico uit te hebben geschakeld. Uiteindelijk bleek de latere winnaar Flamengo een maatje te groot. Na deze goede campagne wist Ipatinga zich met een derde plaats in de Série C een plekje te garanderen in de Série B van 2007. In 2007 zag de club hoe Coritiba in de laatste minuut van de laatste wedstrijd van het seizoen de winnende treffer maakte tegen Santa Cruz, waardoor Ipatinga genoegen moest nemen met een tweede plaats. Deze tweede plaats geeft echter wel recht op promotie, waarmee Ipatinga tien jaar na oprichting in de hoogste afdeling van het Braziliaanse mocht uitkomen. In Brazilië worden de staatskampioenschappen in het begin van het jaar gespeeld, Ipatinga eindigde voorlaatste en degradeerde dus waardoor de kansen van de club in de Série A niet al te hoog werden ingeschat. Ipatinga werd laatste en degradeerde voor de tweede keer op één seizoen tijd.
Het volgende seizoen in de Série B kon de club vijftiende eindigden en kon zo het behoud verzekeren. In de tweede klasse van het staatskampioenschap had de club inmiddels promotie weten afdwingen. Bij de terugkeer plaatste de club zich voor de tweede ronde en schakelde eerst Tupi uit en dan het grote Cruzeiro en plaatste zich voor de finale tegen Atlético Mineiro, die het verloor. In de Série B kon de club dat jaar het behoud niet meer verzekeren. In 2011 degradeerde de club opnieuw uit het staatskampioenschap, maar in de Série C deed de club het opmerkelijk door groepswinnaar te worden in de eerste fase en uiteindelijk achter Joinville vicekampioen te worden. Na één seizoen Série B werd de club echter weer naar de Série C verwezen en de club kon ook niet terug naar de hoogste klasse van het staatskampioenschap promoveren.
Door financiële problemen verhuisde de club in 2013 naar de stad Betim en ging er onder de naam Betim EC spelen. In de Série C bereikte de club de kwartfinales en verloor hier van Santa Cruz. De club daagde de Boliviaanse club The Strongest voor de rechtbank wegens een financiële schuld aan de club, omdat ze niet via de sportrechtbank gegaan werden werd de club uit de Série C gezet en trad het volgende jaar in de Série D aan, waar de club laatste werd in zijn groep. Eind 2014 verhuisde de club terug naar Ipatinga en nam terug de oude naam aan. Doordat de club ook in 2015 nog geen promotie kon afdwingen naar de hoogste klasse van het staatskampioenschap zal de club dat jaar voor het eerst sinds 1998 niet meer in de nationale reeksen spelen. In 2016 degradeerde de club zelfs naar de derde klasse van de staatscompetitie. De club kon wel na één seizoen terugkeren.

## Erelijst
- Campeonato Mineiro Módulo II: 2009
- Campeonato Mineiro: 2005
- Taça Minas Gerais: 2004

## Bekende spelers
- Gerson Magrão
- Somália